# ليتي كوتين بوجريبين
ليتي كوتين بوجربين (بالإنجليزية: Letty Cottin Pogrebin) هي صحفية وكاتبة أمريكية ولدت في 9 يونيو 1930 تخرجت من جامعة براندي وأصبحت صحفية وناشطة نسوية في أوائل سبعينيات القرن الماض، في عام 1971 كانت إحدى المؤسسات لمجلة ميس (بالإنجليزية: Ms. Magazine) واستمرت بالعمل بها لمدة 17 عاما، وهي إيضا أحد الشركاء المؤسسيين للمؤتمر الوطني السياسي للمرأة في الولايات المتحدة، وكانت المستشارة لأكون حراً... أنت وأنا (بالإنجليزية: Free to Be… You and Me) وهو ألبوم أغاني للأطفال انتج في عام 1972 ليتم بعد ذلك تقديم هذه الأغاني مصورة في التلفاز.
ليتي كوتين معروفة أيضا بأنها مناصرة للحركة النسوية واليهودية والقضايا اليهودية النسائية. وهي أيضا ناشطة سياسية في قضايا الجوع والصراع العربي الإسرائيلي والعلاقات الأفروأمريكية-اليهودية. ولها العديد من المنشورات